# Dávid Roland
Dávid Roland (Szeged, 1976. július 21.) dalszerző, rock- és musicalénekes. A Session Led Zeppelin emlékzenekar korábbi énekese.

## Led ZeppelinTribute
Első zenekara 1994-ben alakult. Saját dalaikkal 1997-ig bejárták szinte az egész országot, ezt követően 2005-ig Led Zeppelin emlékzenekarként működtek. Számos hazai klubkoncert és motorostalálkozó után hét turnén vettek részt Németországban. A külföldi szereplések megkoronázásaként 2002 nyarán a Manfred Mann's Earth Band vendégeként léptek fel Bajorországban.
A zenekarból való kilépése után szólóénekesi karriert kezdett.

## Musical
2000-ben kezdett hangképzést tanulni Völler Adél énektanártól. A musicalek és más klasszikus műfajok világa új távlatokat nyitott a számára. Számos, Veszprém kulturális életét meghatározó sikeres koncertsorozat részese volt, mint például a Várkoncertek 2001-2003.

## III. Országos Énekverseny
2001 áprilisában a III. Országos Énekversenyt megnyerte. A Jézus Krisztus szupersztár: Gethsemane című dallal első helyezést ért el a musical kategóriában és a verseny egyik fődíjaként működési engedélyt szerzett.  Az operett műfaj legnagyobb csillagai, mint Kalmár Magda, Leblanc Győző és Maros Gábor méltatták produkcióját.

## Megasztár
2003 őszén beválogatták a jelentkezők 50 legjobbja közé  a TV2 Megasztár című műsorában. A műsorban a Queen We Are The Champions című dalát énekelte. Szerepelt 2000 szeptemberében a sydney-i olimpikonok fogadásának Gálaműsorán, és 2003-2004 Szentestéjén, a Magyar Televízió karácsonyi műsorában.

## Szóló
Az önálló fellépések műsora 2000 és 2003 között elsősorban musicalek és rock operák betétdalaiból állt. 

## Díjai
- ROT-ART 2005 (2006)